# 北平和平解放
，是中国第二次国共内战平津战役的尾声。1949年1月15日，天津的中华民国国军守军被中国人民解放军全歼，北平（今北京市）的国军守军陷于绝境。16日，华北剿匪总司令部副总司令邓宝珊代表总司令傅作义与林彪、罗荣桓、聂荣臻会面商谈和平，双方于21日达成《关于和平解决北平问题的协议》，22日傅作义在协议上签字，北平傅作义所部8个军、25万守军按协议陆续撤出市区，准备接受解放军改编。31日，解放军和平入城，平津战役结束。中国人民解放军北平市军事管制委员会接管北平市政府和河北省政府。至此，共产党政权已控制华北主要城市及多數地区。

## 名稱
中華人民共和國政府稱為「北平和平解放」。中華民國政府稱為「北平淪陷」。其他名稱包括「北平易帜」、「中共和平進佔北平」、「進佔北平的接與管」、「解放軍和平進佔北平」。

## 平津战役前
1947年10月，因战争局势，國府河北省政府由保定迁至北平。11月，解放军攻占石门市（今河北省石家庄市），晋察冀边区和晋冀鲁豫边区连成一片。1948年2月5日，新任主席楚溪春至北平就任时，河北省的130多个辖县已仅能控制余20余县，大都位於铁路沿线:21。
1948年5月，中共中央、解放军总部移驻阜平县西柏坡，9月26日，中共政权成立华北人民政府。此前9月5日，华北野战军攻击傅作义的基地绥远，迫使傅作义从北平、张家口分兵10个师救援。在蔣中正的动员下，傅作义計畫打着援救太原的口号奇袭石家庄，进而攻破时中共中央总部所在地。不料情报被解放军获得，由新华社發表，傅作义不得不撤销计划。
辽沈战役后，东北野战军已完全占领东北地区，中共中央军委准备发动平津战役。在中央军委1948年11月18日发给林彪、罗荣桓、刘亚楼的电报中谈到：“傅作义经过彭泽湘及符定一（无党派）和我们接洽起义，据称傅起义大致已定。目前考虑者为起义时间、对付华北蒋军及与我党联系等问题。现符定一已到石门（今石家庄），明后日即可见面”。

## 三次谈判
傅作義的主要文膽閻又文是中共地下黨員，其所有思維和戰爭計畫都被他傳往中共中央主席毛澤東處，使其步步居於後手，更重要是傅作義女兒傅冬也是中共秘密黨員，1948年11月中共把她調到傅作义身邊一方面說服其父投降，另一方面雙方透過她建立聯繫渠道，這是導致最終結局的一大關鍵。

### 第一次
| 背景局面：1948年12月12日，东北野战军11纵已挺进昌平白羊城。13日，進逼北平的解放军已經攻占北邊市郊頤和園、清華園、燕京大學，南邊市郊的南苑機場，西邊則幾乎抵達城牆下導致華北剿總匆匆從萬壽路遷往更核心的中南海區，軍心受到動搖。 |

1948年12月中旬平津战役已打响，北平处于被军事包围的不利境地。12月10日，傅作义会见李炳泉。李是华北剿总联络处少将处长李腾九的堂弟，中共地下党员。其后，傅作义試探性派崔载之为代表，同李炳泉一起带电台和报务员、译电员到蓟县的解放军平津前线司令部所在地。17日，崔载之等人抵达蓟县八里庄。18日，东北野战军11纵队致电司令部：“李炳泉系我北平地下党工作人员，引带傅之代表到我方接谈。”
19日，崔载之与东北野战军参谋长刘亚楼进行正式谈判。崔载之代表傅作义提出三项和谈条件：解放军停止一切攻击行动，两军后撤，通过谈判达到平、津、张、塘一线和平解决问题；为搞到一些蔣中正的大型飞机，解放军让出南苑机场；为制约城内中央军，解放军将新保安包围的第35军放回北平。此外，崔还表示傅作义愿意参加华北联合政府，军队将交给联合政府指挥。刘亚楼则阐述了中共方面和平解决平津问题的基本原则：以放下武器、解除武装为前提，绝不允许保留武装；不建立华北联合政府；逮捕中央军不投降的军、师长。如同意这些条件，可以保障傅作义本人及其部属生命安全和私人财产免受损失。崔载之将谈判情况报告李腾九后，李转述于傅作义，傅作义表示：“北平城里中央军兵力比我多十几倍，我的军队可以放下武器，其他我控制不了啊。”雙方條件差距太大沒有結論。27日，傅作义被收录于《人民日报》刊登的内战战争罪犯名单。傅作义密电崔回北平汇报谈判情况，李携电台和报务员、译电员留下以便联系。
另有说傅作义早于解放军攻打张家口的12月23日即向毛泽东发电报，表明自己愿意熄火与共产党早日实现和谈。南京方面得知風聲後派一級上將、國防部長徐永昌親自前往北平坐鎮，期望穩住拉攏傅作義和軍心，下策則至少希望勸他帶領軍隊棄城南撤前往長江防線打防衛戰。
中国共产党在与傅作义接触、谈判的同时，开始接管北平市的准备工作。中共中央和华北局决定组建北平的党、政、军领导机构。12月13日，中央军委任命聂荣臻为平津区卫戍司令，薄一波为政治委员。中共中央任命彭真为中共北平市委书记，叶剑英为中共北平市委第一副书记，同时兼任北平市军管会主任及北平市市长。17日，中共北平市委在保定市召开第一次会议。当晚，北平市委人员从保定启程，于18日凌晨抵达涿县。24日，叶剑英作报告，宣告接管北平郊区的工作已经开始，并为日后接管北平城区准备:4－5。

### 第二次
| 背景局面：傅兩支主力軍在張家口和新保安被困住無法抽身，徐永昌的帶兵南撤計畫已經沒有可能，12月22日解放军突襲總攻新保安的35軍。 |

35軍配備全美式裝備還有坦克，傅還下令北平所有飛機起飛轟炸支援，不料短短一天35軍２萬多人就全滅，軍長郭景雲自殺身亡，23日在張家口的第105军和第104军258师等在撤回城內途中遇襲擊，幾小時內就被殲滅，此短短兩天的戰局造成傅作义和城內軍隊一大震動，其兩大主力都極快速度潰敗。第104军剩余的两个师在怀来溃散。北平城内的傅系部队仅剩下第35军1个师、第101军两个师和“剿总”警卫团等部队。此时，北平城内的中央军包括李文的第4兵团和石觉的9兵团等十余万大军，数倍于傅系部队。其中，第4兵团由保定绥靖公署部队改编，兵团司令李文和下辖第16军军长袁朴等人都是黄埔一期生；石觉的第9兵团则是由汤恩伯的基本部队第13军扩编而成，军长、师长基本都是汤恩伯亲信。傅作义紧急调整了北平城内的军事部署，把位于西郊公主坟的华北剿匪总部搬迁到国民党北平行辕旧址即中南海居仁堂。同时，把傅系部队全部集中在中南海周围西城，控制阜成门、西直门和德胜门一线，并在景山上部署了1个野炮团。中央系部队被集中在北平的北部、南部和东部。
第二次谈判发生在1949年1月6日至10日，傅部主力35军已被歼，平津战役胜负大局已定。此前的1月1日，已成立中国人民解放军北平市军事管制委员会，叶剑英任主任，预备接管北平。傅作义派出山西大学教授周北峰，和中国民主同盟华北总支部主任委员、燕京大学教授张东荪前往河北蓟县八里庄，同平津前线司令部领导人林彪、聂荣臻、罗荣桓和刘亚楼进行接洽。中共方面提出了改编国军的方案，并声称对傅起义人员不咎既往。谈判双方草签了《会谈纪要》但並未有結論，毛澤東條件是四天後的14日午夜前必須開城投降，傅再次猶豫。

### 第三次
| 背景局面：1月13日解放军大舉進攻天津。僅29小時就打垮守軍第六集團軍十多萬人，逃亡潰敗者無數，守城總司令陳長捷被俘。 |

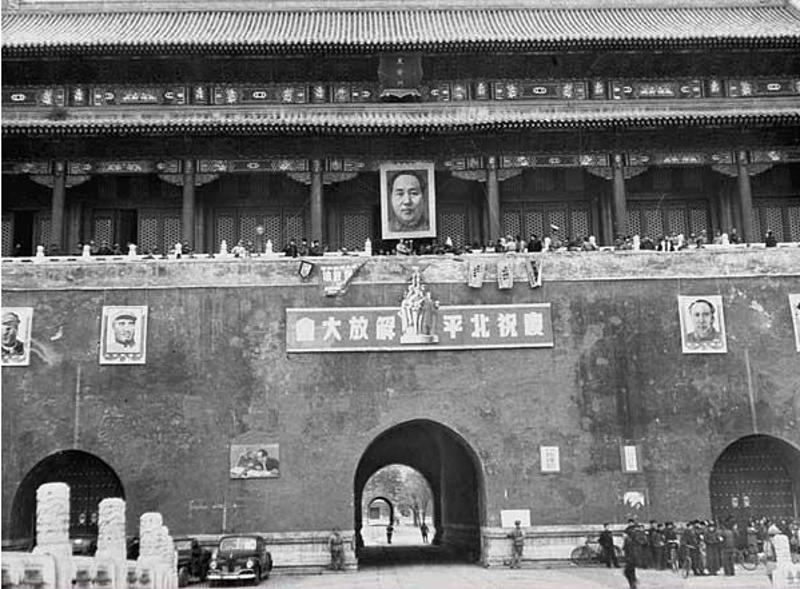
1949年2月12日，北平市各界在天安門城樓及其前面的廣場上召開「慶祝北平 和平解放大會」。圖為召開大會時的天安門。北平市市長葉劍英在大會上發表了講話。

原本預計能守30天的天津連30小時都守不到，傅作义自知大勢已去沒有條件再談判討價，只能無條件投降避免北平古蹟遭戰火破壞，最後還能在歷史留點美名。
針對毛泽东提出和谈的八项条件。傅派邓宝珊、周北峰作为全权代表，到通县西五里桥平津前线司令部，与林彪、聂荣臻、罗荣桓和刘亚楼进行谈判。
谈判取得了成功，16日双方签署了《关于北平和平解决的初步协议》14条。1月16日，毛泽东代笔林彪、罗荣桓向傅作义发出最后通牒，最后的思考时间为1月17日1时至21日12时。1949年1月16日下午，傅作义发请帖请北平的学者名流到中南海聚会，商讨形势走向。徐悲鸿、朱光潜、许德珩等20多人出席，艺术家徐悲鸿和植物学家胡先驌都赞成中共的和平主张，使古城北平免遭战火。1月17日，蔣中正恳求傅作义允许南京飞机降落北平，接走中央军少校以上军官，并企图暗杀接洽投共的前市長何思源。次日夜炸弹爆炸，何思源受伤，小女儿何鲁美身亡。19日双方代表在城内华北剿总联谊处经磋商后，将协议正文增补为18条，附件4条，共22条。东北野战军参谋处长苏静与华北剿总政工处长王克俊及崔载之，分别代表双方在《关于北平和平解决问题的协议书》上签字。
1月中旬，解放军41军接待了由何思源为首的北平各界和平代表团后不久，就接到平津前线司令部的指示，北平易幟后，由41军担负警备北平的任务。其他野战军部队都不得入城。41军军长吴克华，政委莫文骅，副政委欧阳文，李福泽参谋长。41军直至4月13日离开北平南下佔领中南地区。向北平全社会发布“北平市警备司令部”成立布告：

本部奉中国人民解放军总部令：为确保北平治安，保障革命秩序，着即成立北平市警备司令部，并任命程子华为司令员兼政治委员，彭明治、吴克华为副司令员，莫文骅为副政治委员，随令颁发“北平市警备司令部关防”印章一颗。程子华等遵令于即日就职视事，在北平市军事管制委员会的领导下执行任务。特此布告周知。
1月21日上午，傅作义在中南海居仁堂召集华北剿总军以上高级将领会议，宣布北平城内国军守军接受和平改编、研究如何履行协议，并将《关于和平解决北平问题的协议》经国民党中央社北平分社通报全国。会场由傅的嫡系部队守卫，一旦进入会场，各将领与部队的联系就会被切断。袁朴、石觉、李文等人提出自己不愿意留在北平，要求放他们回南京。为减少和平协议执行的阻力，傅作义同意放他们返回南京。次日（1月22日）中央军嫡系将领离开北平，傅作义在《关于北平和平解决问题的协议书》上签字，并发表广播讲话。守军开始外撤，直至31日解放军41军的一个师从西直门入城接管防务。2月1日41军吴克华军长带领两个师也入了城，所有的城门、仓库及要害部门全由臂戴“平警”臂章的41军守卫。毛泽东2月2日发表《关于时局的声明》。2月3日解放军举行正式入城仪式，傅作义缺席。

## 事後
1月21日晚，傅作义宣布《关于全部守城部队开出城外听候改编的通告》。1月21日至30日，北平20余万守军全部开赴城外指定地点接受改编和政治整训。愿意留下来的部队官兵，被分散编入了解放军各部，其中编入东北部队的约5万人，编入华北部队的约5.3万人，编入西北部队的约2.4万人，这项工作到4月10日基本结束。驻北平的宪兵第19团，不在傅作义“华北剿总司令部”管辖范围内，直接听命于南京的宪兵司令部。傅作义指挥的25万“华北剿总”部队接受改编，不包括宪兵19团的3,100多人。1949年1月31日宪兵19团全员脱下军装遁入城内，
1月22日，解放军平津前线司令部与傅作义达成《北平和平解放协议书》，第二项规定：过渡期间，双方派员成立联合办事机构，处理有关军政事宜。并在附件第一项中规定：联合办事机构由7人组成，解放军方面4人，华北总部方面（即傅作义方面）3人，解放军方面为主任，华北总部方面为副主任。解放军方面参加者为叶剑英、陶铸、戎子和、徐冰，叶剑英为主任；华北总部方面人员由傅作义先生指定。1月28日，叶剑英致函傅作义，告知联合接交机构将于1月29日召开筹备会，请派人参加。傅作义复函派郭宗汾、焦实斋、周北峰3人作为代表。
1月25日，河北省主席楚溪春签署河北省政府府财四（38）特第371号训令。训令根据《关于和平解决北平问题的协议》第六条，要求“本府及所属机构……听候[北平]联合办事机构处理”。
1949年1月29日下午14时至17时，在颐和园景福阁召开联合办事机构第一次会议，双方代表7人出席，解放军北平警备司令程子华、即将入城的解放军第四十一军政委莫文骅列席。会议决定“联合办事机构今日即告成立，本次会议即为成立会，于布告后正式执行任务”“工作方式采用集体办公”“办公地点设于东郊民巷御河桥2号”“联合办事机构名称及内部组织由叶主任起草体会（或传阅签注意见）决定，并正式发布、发表消息”。达成协议：1月31日上午12时前，北平城内所有国民党军——第九十四军的第205师、第九十二军的1个师、第一百零四军的第17师一律撤出开至规定地点，当日解放军入城接防。2月1日上午10时30分至下午13时30分，联合机构在景福阁举行第二次会议，双方代表7人与会，中共派遣的北平市警察局局长谭政文列席。会议决定联合机构的名称定为“北平联合办事处”，刻制“北平联合办事处”钤记。设军事（包括联勤）、文教行政、经济物资三组，另设主任秘书一人、副主任秘书一人、秘书若干人。主任叶剑英，副主任郭宗汾，陶铸与郭宗汾共同负责军事组事宜，徐冰与焦实斋负责文教行政组事宜，戎子和与周北峰负责经济财政事宜。同日，新华社发表消息，宣布“北平联合办事处”正式成立，有关本市各机关的接管事宜，均由联合办事处发给正式函件，并持有北平市军管会接收人员证明文件进行接管。联合办事处最多时达108人，双方委员共开会13次。2月3日解放军举行入城式，北平联合办事处7名委员在前门箭楼上欢迎解放军入城。2月5日召开的北平联合办事处第四次会议，达成了处理华北剿总机构、处理城外建制部队和各部队留守处、处理各建制部队在城内的仓库以及补充部队给养问题的决议案。2月5日上午11时起，国军第十六军第22师4－500人先后两次在黄村火车站将火车头之五角星、毛泽东主席朱德总司令像、彩灯、无线电、扩音器、机车头灯全部捣毁，并向车厢内投掷石块，打碎客车玻璃，殴打乘客，导致列车停运。2月7日召开的第五次会议，对有关军事部分的决议案做了部分修正。2月8日召开的第六次会议上讨论了黄村火车站事件，决定由第四兵团司令官周体仁查明原委，傅方委员保证今后不再发生类似事件。2月9日召开的第七次会议上，进一步明确规定了各待编部队留守处及眷属事宜，并决定将此议案撰拟新闻稿登报公布；对于在战斗中被俘人员，除陈长捷、林伟俦等外，其余人员上校以上者送北平交傅作义处理，上校以下者就地释放。2月19日召开的第12次会议，决定设人事处理委员会，推焦实斋为召集人，由文管会、物管会、市人民政府、军管会派代表参加，原则上各行政机关愿返籍及老弱而不成者均以资遣，发给证明文件及免费车船票及1个月薪饷，愿工作及学习者经甄审后得予留用及介绍学习。各行政文教公营机关单位留用了旧人员30,570名，占原有人员的78.9%；加上参加学习和南下工作团的，占原有人数86.4%；资遣回籍4,395名，占11.3%；开除889名，占2.3%。北平联合办事处于1949年4月中旬工作基本结束。
2月，中国人民解放军北平市军事管制委员会正式接管河北省政府:23。
2月8日，林彪、聂荣臻、叶剑英于北京饭店宴请傅作义、邓宝珊，叶安抚。1949年2月23日下午，毛泽东在西柏坡接见傅作义。傅作义表明不想再做军事工作，想去黄河河套搞水利建设，毛泽东表示赞许。8月28日，傅作义将军出行绥远组织舊部投诚，9月19日，绥远省主席董其武宣布绥远省起义，即九·一九起义。傅作義的投降被稱為「北平模式」，成為後來新疆、綏遠、湖南、四川、西康、雲南效仿的榜樣。但在中共入城之初，绝大部分的北平市民皆持观望态度。中华人民共和国成立后，傅作义任水利部长。

### 北平守军和平改编
2月19日解放军平津前线司令部发布了关于改编北平周围国民党军队的战字第三号令：“倾奉人民解放军总部命令：在北平周围候编的原国民党军队，军以上各指挥机关即行结束，其所属各师以师为单位改编为人民解放军独立师”，并规定了各师改变后番号。
2月21日，解放军平津前线司令部政治部召集了受编部队师以上军官会议，陶铸宣布了北平联合办事处确定的具体的改变方案：原华北剿总、第四、第九2个兵团部和8个军部全部结束，其所有工作人员及直属队分别编入解放军平津前线司令部与各兵团及各军部，其所属的25个师改编为解放军独立师，各特种部队与解放军特种部队合编。
2月27日，受编部队全部归建解放军，总数约26万人。国军编余人员，除了政工人员外，按志愿工作、学习、回籍3类处理，结果为志愿工作军官154人、士兵781人；志愿学习军官1,830人、士兵300人；志愿回籍军官28,348人，士兵13,700人。回解放区原籍者从3月9日起动身，回蒋管区者由塘沽乘船南下。
- 原第四兵团兵团部编入解放军第十三兵团兵团部。李士林为第十三兵团副司令员。
- 原第九兵团兵团部编入解放军第十九兵团兵团部。葛晏春为第十九兵团副司令员。
- 原九十二军军部编入解放军第二十兵团兵团部。
  - 原九十二军21师改编为解放军独立第五十三师，后拨归第六十七军建制；代理师长王念三。
  - 原原九十二军56师改编为解放军独立第五十五师，后拨归第六十六军建制；代理师长陈寿恭。
  - 原九十二军142师改编为解放军独立第五十七师，后拨归第六十四军建制。师长王凤岐。
- 原九十四军军部编入解放军平津前线特种兵司令部。
  - 原九十四军5师改编为解放军独立第二十一师，后拨归第三十八军建制；师长刘文英。
  - 原九十四军121师改编为解放军独立第二十九师，后拨归第四十六军建制；师长黄夑南。
  - 原九十四军157师改编为解放军独立第二十四师，后直属平津前线司令部建制。师长何宝松。
- 原一百零四军军部编入解放军第三十八军军部。邓世通为第三十八军副军长。
  - 原一百零四军250师改编为解放军独立第七十一师，后拨归第三十八军建制；师长王建业。
  - 原一百零四军269师改编为解放军独立第七十二师，后拨归第三十九军建制；师长慕新亚。
  - 原一百零四军309师改编为解放军独立第七十四师，后拨归第四十一军建制。师长赵树桥。
- 原三十一军军部编入第三十九军军部。孙子仁为第三十九军副军长。
  - 原三十一军205师改编为解放军独立第六十二师，顾及到作为青年军政治上特别顽固的特殊情况另作处理。
- 原一百零一军军部编入第四十二军军部。张辑戎为第四十二军副军长。
  - 原一百零一军271师改编为解放军独立第三十五师，后拨归第四十二军建制；师长安乐山。
  - 原一百零一军272师改编为解放军独立第四十一师，后拨归第四十八军建制；师长刘化南。
  - 原一百零一军273师改编为解放军独立第四十二师，后拨归第四十六军建制。师长郑海楼。
- 原十三军军部编入解放军第四十四军军部。
  - 原十三军4师改编为解放军独立第四十七师，后拨归第四十四军建制；郑邦捷为第四十四军副军长兼人独立第四十七师师长。
  - 原十三军89师改.编为解放军独立第四十六师，后拨归第六十三军建制；师长潘如涵，以和家人团聚的名义去了香港，然后转到台湾，恢复了军籍，曾任台北师管区副司令。
  - 原十三军297师改编为解放军一独立第五十师，后拨归第四十七军建制；师长唐南勋。
  - 原十三军299师改编为解放军独立第四十八师，后拨归第四十五军建制。师长巫剑峰.
- 原三十五军军部编入解放军第四十九军军部。朱大纯为人民解放军第四十九军副军长。
  - 原三十五军101师改编为解放军独立第八十七师，后拨归人民解放军第四十四军建制。师长梁伴池。
  - 原三十五军262师改编为解放军独立第九十师，后拨归第四十七军建制。师长唐文佐。
  - 原三十五军267师改编为解放军独立第九十九师，后拨归第四十九军建制。师长刘一平。
- 原十六军军部编入解放军第六十五军军部。
  - 原十六军22师改编为解放军独立第二十五师，后拨归第六十八军建制；师长梁诗传。
  - 原十六军94师改编为解放军独立第三十一师，拨归第六十五军建制；师长李君南。
  - 原十六军109师改编为解放军独立第三十四师，后拨归第六十九军建制。师长张鹏鷎。
- 原第311师改编为解放军独立第八十八师，后拨归第四十五军建制。师长孙英年。
- 原新编骑兵第四师改编为解放军骑兵独立第五师，直属平津前线司令部建制。师长刘春方，政委刘光裕（第六十三军第187师政治委员）/1950年5月刘兴畴/王功学。1949年7月改称中国人民解放军骑兵第六师，直属第十九兵团进军西北，驻宁夏中宁、吴忠等地。1950年10月移防平凉，师部及17团驻飞机场，18团驻甲积峪。1952年秋缩编为西北军区独立骑兵第5团，移驻固原。[27]

### 中共中央进驻北平
1949年2月14日，中央曾发电指示林伯渠将已到东北的一批党外人士迎来北平，同已在北平的民主人士汇集后，在北平专门开一次隆重的欢迎大会。林彪等领导人在开完欢迎大会以后才去西柏坡参加七届二中全会。
1949年3月17日晚，七届二中全会已结束而公报尚未发表时，中央书记处决定：3月23日启程向北平进发。
中共中央机关进驻北平代号为“劳动大学”，简称“劳大”。周恩来传达了关于中央机关搬家的具体指示，成立了以北平市军管会主任叶剑英为首的迎接中央迁平组织委员会，负责中共中央在来北平的沿途警卫、对空警戒、阅兵以及城市庆祝。成员还有平津卫戍司令员聂荣臻、北平警备司令员程子华、第四野战军参谋长刘亚楼，中央社会部部长李克农。从唐县到涿县，由华北军区负责；涿县到长辛店，由四野42军负责；长辛店到西直门，由四野41军负责；西直门到香山，由李克农负责；对空警戒，包括西苑机场、香山等处的对空警戒，均由刘亚楼负责。
1949年3月21日早晨，第四野战军保卫部部长钱益民、副参谋长苏静和作战科科长尹健带领着汽车团的300辆大卡车、20辆中型和小型的吉普车，分头从北平和天津驶向西柏坡。中央机关乘这些车辆进北平，汽车行驶总里程13万公里，全部安全正点。
1949年3月23日，新华社公开发布七届二中全会公报时，当日上午11时毛泽东和中央书记处的其他领导人率领中央机关和人民解放军总部，离开最后一个农村指挥所西柏坡，乘车向北平进发。出发时，毛泽东对周恩来说，今天是进京的日子，进京赶考去。周恩来笑答，我们应当都能考试及格，不要退回来。毛泽东说，退回来就失败了。我们决不当李自成，我们都希望考个好成绩。毛泽东一行共坐了11辆小汽车和10辆大卡车，毛泽东坐的是第二辆中吉普。因为路不好走，23日天黑时未能到预定的保定市，夜住唐县淑闾村。毛泽东住在村民李大明家里。“这一夜毛主席没有休息，前半夜同村干部座谈；后半夜坐在小凳子上，趴在木板支的床上写材料。”3月24日中午路经保定吃午饭，黄昏到涿县，宿四十二军军部大院。1949年3月25日凌晨2点，毛泽东等中央领导与工作人员从涿县乘火车进北平，在清华园站下车。专列到清华园天已经大亮了。李克农和北平市公安局长谭政文亲自到清华园车站检查部署迎接，市公安局秘书长刘进中具体部署车站警卫工作。到颐和园益寿堂休息。3月25日下午15时毛泽东和中共中央其他领导人朱德、周恩来、刘少奇、任弼时、林彪、罗荣桓、叶剑英等到西苑机场，举行了盛大的阅兵式，四野参谋长刘亚楼任总指挥，第四野战军出三个步兵团（“塔山英雄团”、“塔山守备英雄团”、“白台山英雄团”）、一个摩托化团、两个炮兵团和一个坦克营。3月25日当夜，中共中央和解放军总部机关在香山住下，毛泽东入住双清别墅。至此，“大搬家”圆满完成。

## 外部連結
- 北平解放--中国共产党新闻--人民网